# Utcasarki társadalom
William Foote Whyte az Utcasarki társadalom. Egy olasz szegénynegyed társadalomszerkezete (eredeti címe: Street Corner Society: The Social Structure of an Italian Slum) című művét 1943-ban publikálta a University of Chicago Press.
A mű kelet-bostoni szociológiai terepmunkára épül, amit Whyte az 1930-as években egy olasz negyedben folytatott. A könyv a 2–3. generációs itáliai bevándorlók lakta Cornevillben élő társadalmat mutatja be. Bemutatja az általános politikaellenességet, a "gengek" befolyását és uralkodását. 
A könyv a gazdasági világválság idejét mutatja be és a gengszterélet feléledését az adott negyedben. Szó kerül a szerencsejátékokról, mindenféle fogadásokról, a szeszcsempészetről, a zsarolásokról és a politikai lobbizásról. A szöveg középpontjában fiatal férfiak csoportjai (gengjei) vannak, és azon belül a csoportokon belüli hierarchiák folyamatos kiépítéséről. Úgy írta le ezt Whyte, akkor lehet valaki vezető egy csoportban, ha készen áll mentálisan, csakis akkor érett meg a vezetői pozícióra.

## Kutatás
Whyte saját maga is megjelenik a szövegben, ő alakítja a könyvben szereplő Billt, aki az egyik geng tagja. Úgy vélte, hogy a helyi közösségbe úgy tud a legjobban beilleszkedni, ha az egyik vezetővel sikerül kialakítania közelebbi barátságot. Betekintést kaphatunk a Norton Street-i srácok életébe, ahol megismerhetjük Doki (Doc) alakját, aki a srácok vezetője. Billnek egyből sikerül a barátság kötése Dokival, és ezáltal a közösség egyből befogadja. Az idő múlásával szétoszlik, majd újra egyesül a banda, azonban más bandákba is belépnek egyes szereplők. Rávilágít a politika társadalmi és kulturális beágyazottságára. Rengeteg befolyási technikát mutat, illetve formális és informális szervezeti struktúrákat épít fel a könyv. Ezeken kívül kitörési stratégiákat is felvetett a könyv, hogy a munkanélküli szegény fiatalok, milyen cselekedetekkel és intézkedésekkel tudnak kiemelkedni a nyomorból. Karrierépítési mechanizmusokat demonstrál, illetve a karrier elérésével azt az erőt, ami által befolyásolhatják kedvük szerint a politikát.

## Magyarul
- William Foote Whyte: Utcasarki társadalom. Egy olasz szegénynegyed társadalomszerkezete; Új Mandátum–Max Weber Alapítvány, Bp., 1999 (A Szociálpolitikai értesítő könyvtára Társadalom & történet)